# Albert Pujols
José Alberto Pujols Alcántara (Santo Domingo, Distrito Nacional; 16 de enero de 1980), más conocido como Albert Pujols, es un exbeisbolista dominicano. Jugó su último partido el 8 de octubre de 2022 con la organización de los Cardenales de San Luis. 
Anteriormente jugó para los Angelinos de Anaheim, También jugó para los Cardenales de San Luis de 2001 a 2011. Durante su carrera fue considerado uno de los mejores jugadores de las Grandes Ligas y una vez el bateador más temido en el béisbol, según una encuesta realizada por los 30 mánagers de la MLB en el 2008.
Como miembro de los Cardenales de San Luis, Pujols ganó el Novato del Año de la Liga Nacional en 2001 y desde entonces ha sido seleccionado como All-Star en nueve ocasiones, ha ganado el premio al Jugador más Valioso de la Liga Nacional en tres ocasiones, ha ganado dos veces el Hank Aaron Award de la Liga Nacional, y tiene dos anillos de Serie Mundial en 2006 y 2011. Hasta el 2022, Hank Aaron y Pujols son los únicos jugadores con  más de 3000 hits y 700 o más Hrs.
Al final de la temporada 2010, lideró a todos los jugadores activos en promedio de bateo con .331, porcentaje de slugging con .624, y en porcentaje de embasarse con .426, y se encuentra en el número 4 como uno de los mejores jonroneros en la historia de las Grandes Ligas. Fue seleccionado por ESPN.com como el mejor jugador de la década de 2000 a 2009.
Tiene el récord negativo de todos los tiempos de la MLB de batear más veces para doble matanza (421). Con 14 temporadas de 100 o más carreras empujadas, es uno de los cinco jugadores en la historia de la MLB que ha superado las 2000 carreras empujadas en su carrera, superando a babe ruth por el segundo lugar en la lista oficial de todos los tiempos. Durante la temporada del 2020. Pujols consiguió el hit número 3000 de su carrera en el 2018, convirtiéndose en el jugador número 32 en la historia de la MLB en hacerlo. Pujols también se convirtió en el cuarto miembro del club de 3000 hits en conectar 600 jonrones, uniéndose a Hank Aaron, Willie Mays y Alex Rodríguez. Hasta el año 2022, Pujols y Aaron son los únicos con 3000 hits y 700 o más jonrones.
El 23 de septiembre del año 2022 conectó los jonrones 699 y 700, uniéndose al exclusivo club de los 700 jonrones junto a Barry Bonds, Hank Aaron y Babe Ruth. Hasta el año 2022, Pujols se encuentra entre los 10 primeros jugadores de la Historia de MLB en varias categorías ofensivas de por vida: Hits 3377 (9.º), hrs 703 (4.º), dobles 684 (5.º), extrabases 1402 (3.º), carreras impulsadas 2218 (2.º), bases alcanzadas 6199 (2.º); mientras que en carreras anotadas está en 11.º lugar con 1908.

## Biografía
Nacido el 16 de enero de 1980, Pujols fue criado en Santo Domingo, República Dominicana por su abuela. Es Hijo de Benjamin Pujols y Maria Alcantara. Pujols y su familia emigraron a los Estados Unidos desde la República Dominicana en 1996, asentándose en la ciudad de Nueva York. En los Estados Unidos, Pujols mostró su habilidad bateando por encima de los 500 en su primera temporada en la Fort Osage High School de Independence, Misuri, ganando en dos ocasiones todos los honores de estado. Pujols se graduó de la escuela secundaria en diciembre de 1998. Asistió al Metropolitan Community College en el área de Kansas City en la primavera de 1999. En su única temporada en la universidad, Pujols conectó un grand slam y realizó un triple play sin asistencia en su primer partido.

## Carrera profesional

### Ligas menores
Pocos equipos de Grandes Ligas se mostraron interesados en Pujols fuera de la secundaria, pero fue finalmente reclutado por los Cardenales de San Luis en la 13.ª ronda del draft de 1999 de Grandes Ligas, con la selección global 402a. Sin embargo, Pujols rechazó inicialmente un bono de 19 000 dólares, y optó por jugar en la Jayhawk Collegiate League en Kansas. Los Cardenales aumentaron su oferta de bono a $60 000 dólares, Pujols firmó, y fue asignado a las ligas menores.
En el 2000, Pujols jugó para los Peoria Chiefs de la single-A Midwest League, donde fue elegido MVP de la liga. Pujols progresó rápidamente a través de las filas de los clubes de ligas menores de San Luis, primeramente con los Potomac Nationals de la high-A Carolina League y luego con los Memphis Redbirds en la Clase AAA Pacific Coast League.

### Grandes Ligas

#### 2001-2004

Pujols se enfrenta los Rojos de Cincinnati en el Busch Stadium de San Luis, Misuri

Durante la temporada de 2001, el equipo se preparaba para enviar a Pujols nuevamente a Memphis Redbirds. Sin embargo, el gran desempeño de Pujols, en combinación con lesiones en el roster de Grandes Ligas permitió a Pujols la oportunidad de comenzar la temporada en las mayores. Pujols comenzó su carrera en las Grandes Ligas jugando la tercera base. Durante su temporada de novato, jugó las 4 posiciones (1B, 3B, LF y RF).
En mayo, fue seleccionado Novato del Mes de la Liga Nacional y además seleccionado al Juego de Estrellas 2001. En la segunda mitad de la temporada, Pujols tuvo una racha de embasarse de 48 partidos consecutivos del 28 de julio al 22 de septiembre. La exitosa temporada de novato de Pujols ayudó a los Cardenales a empatar por el título de la División Central de la Liga Nacional. En 2001, Pujols bateó para.329 con 37 jonrones y 130 carreras impulsadas, y fue nombrado por unanimidad el Novato del Año de la Liga Nacional. Sus 37 jonrones fueron menos que el récord de novato de la Liga Nacional de 38 y sus 130 carreras impulsadas estableció un récord para un novato de la Liga Nacional.
En 2002, Pujols fue movido al jardín izquierdo para dar cabida a Scott Rolen y bateó para.314 con 34 jonrones y 127 carreras impulsadas en ese año.
Después de una lesión en el 2003, Pujols fue movido a la primera base y tuvo una de las mejores temporadas ofensivas en la historia de los Cardenales, bateando.359 con 43 jonrones y 124 carreras remolcadas. Ganó el título de bateo de la Liga Nacional, mientras lideraba la liga en carreras anotadas, hits, dobles, hits de extra base, y bases totales. Pujols se unió a Rogers Hornsby como los únicos jugadores en la historia de los Cardenales en implementar el récord de 40 o más jonrones y 200 o más hits en la misma temporada y tuvo una racha de bateo de 30 partidos en 2003.
En 2004, Pujols firmó una extensión de contrato de siete años y $100 millones de dólares con una opción del equipo de $16 millones para 2011 con provisiones de no cambio o canje.
A lo largo del año, Pujols estuvo plagado de fascitis plantar, pero aun así bateó para.331 con 46 jonrones y 123 carreras impulsadas. Pujols, junto con sus compañeros de equipo Jim Edmonds y Scott Rolen, ganaron el mote de "MV3" por su fenomenal temporada. Fue nombrado el Jugador Más Valioso de la Serie de Campeonato 2004, ayudando a su equipo a llegar a la Serie Mundial, donde serían barridos por los Medias Rojas de Boston en cuatro partidos.

#### 2005–2006

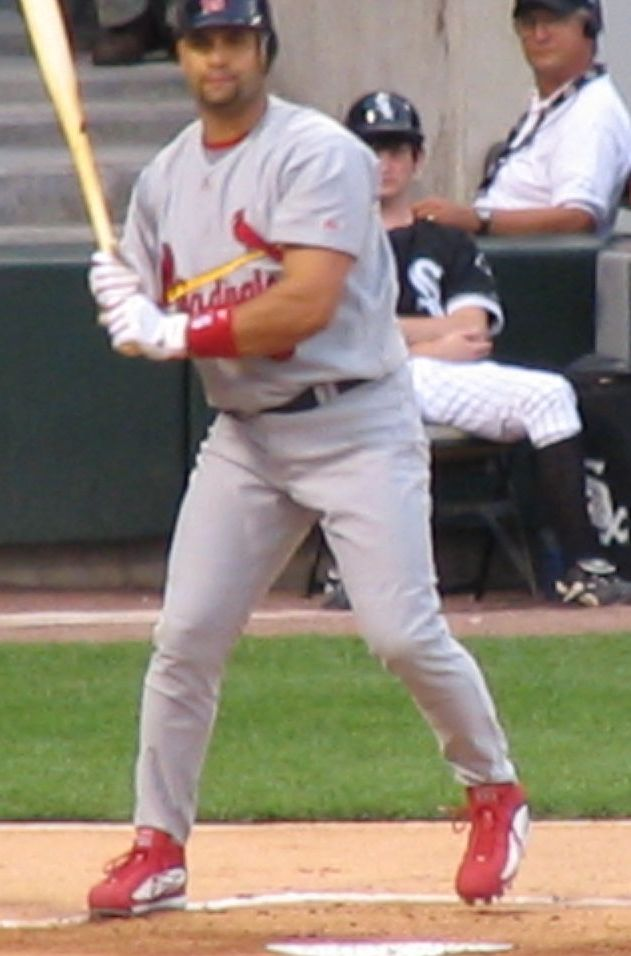
Albert Pujols se prepara para golpear en 2006.

En la temporada 2005, Pujols estableció marcas personales en bases por bolas y bases robadas, mientras que estuvo al frente de su equipo en casi todas las categorías ofensivas. Terminó bateando .330 con 41 jonrones (incluyendo su jonrón 200), 117 carreras impulsadas, 97 bases por bolas, y 16 bases robadas; y ganó el MVP de la Liga Nacional.
En la Serie de Campeonato de 2005, los Cardenales fueron eliminados en seis juegos por los Astros de Houston. Mientras los Cardenales tenían una desventaja de dos carreras y con un solo out, Pujols conectó un cuadrangular ganador de tres carreras, que aterrizó en las vías del tren en la parte posterior del estadio Minute Maid Park.
A principios de la temporada 2006, Pujols se convirtió en el jugador número 35 en dar jonrones consecutivos en cuatro turnos al bate, y el número 20 en dar cuatro jonrones en cuatro apariciones en el plato. Estableció el récord de más jonrones conectados en abril durante la temporada, con 14, y se convirtió en el jugador más rápido en la historia de las Grandes Ligas en llegar a 19 jonrones en una temporada. El 16 de abril de ese año, bateó tres jonrones en un juego contra los Rojos de Cincinnati en el Busch Stadium, el último un jonrón walk-off que le dio a los Cardenales una victoria de 8-7. En junio fue puesto en la lista de lesionados por primera vez en su carrera, faltando a 15 partidos. Jugó en la primera base para la Liga Nacional en el Juego de Estrellas de 2006 y terminó la temporada con un promedio de bateo de.331, estableciendo nuevos récords personales en porcentaje de slugging (en el que encabezó las Grandes Ligas), 49 jonrones (segundo) y remolcó 137 (segundo). De sus 49 jonrones, 20 fueron remolcadores para ganar un juego, rompiendo el récord de Willie Mays récord establecido en 1962.
El 10 de abril de 2006, Pujols conectó el primer cuadrangular en casa de los Cardenales (en el nuevo Busch Stadium), un batazo en solitario en la tercera entrada contra el lanzador japonés Tomo Ohka.
Después de aparecer en la postemporada con los Cardenales en cuatro de los cinco años que estuvo militando con el equipo, Pujols ganó su primera Serie Mundial, cuando los Cardenales derrotaron a los Tigres de Detroit en la Serie Mundial de 2006.
Después de haber compartido el liderazgo de errores en su posición en el año 2005, la mejoría en la defensa de Pujols le valió su primer premio Guante de Oro en 2006. Tuvo el factor de más alto rango entre las primeras bases en sus dos temporadas completas en la posición, y encabezó la Liga Nacional en esa categoría.

#### 2007–2008

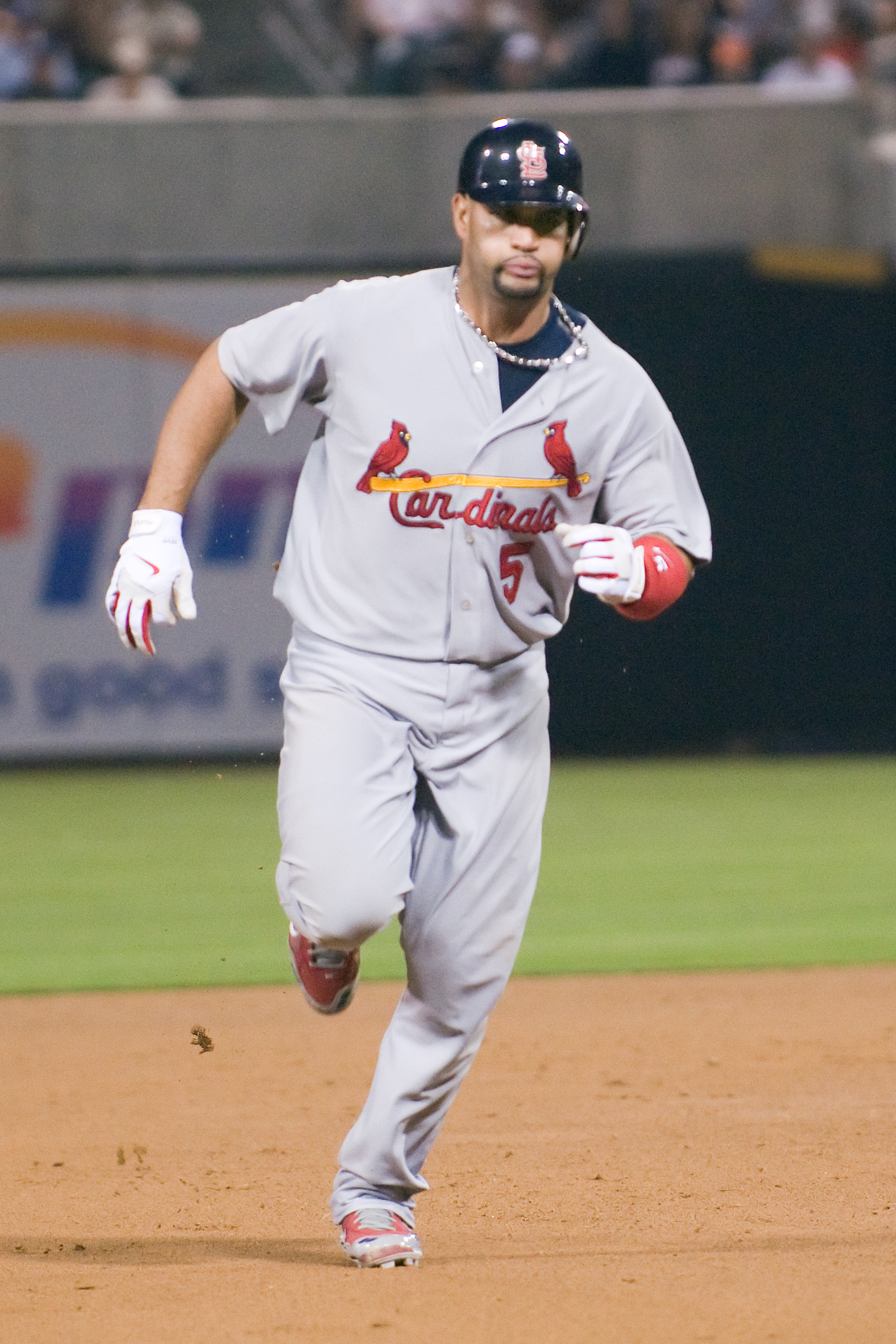
Pujols corriendo a la tercera base en un juego el 19 de mayo de 2008 contra los Padres de San Diego en el Petco Park de San Diego.

Pujols tuvo un comienzo lento en la primavera de 2007 que en años anteriores debido a varias lesiones en el codo derecho. Después de la pausa por el Juego de Estrellas, bateó cuatro jonrones en sus primeros tres partidos.
Conectó su jonrón 25 el 15 de agosto, convirtiéndose en el quinto jugador en dar 25 jonrones en sus primeras siete temporadas en las Grandes Ligas, y el primero desde que Darryl Strawberry. El 22 de agosto, conectó su jonrón 30 de la temporada, convirtiéndose en el primer jugador de las Grandes Ligas en batear al menos 30 jonrones en cada una de sus primeras siete temporadas. Fue su quinto partido consecutivo con un jonrón, empatando el récord de los Cardenales de una temporada.
Pujols entalló su carrera impulsada número 100 por séptimo año consecutivo, para ser el tercer jugador en lograrlo desde el inicio de su carrera.

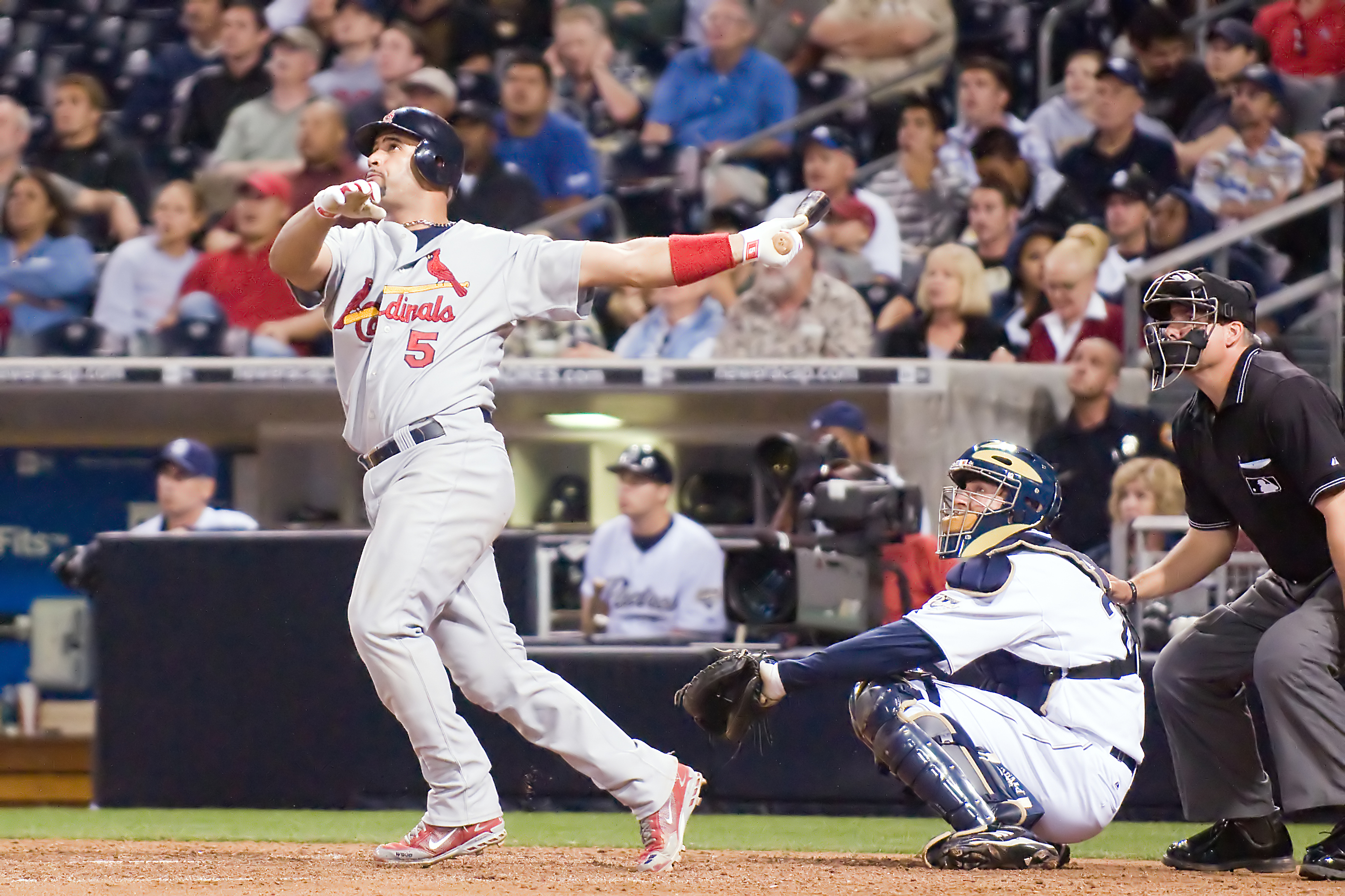
Albert Pujols observa su jonrón contra los San Diego Padres en el Petco Park.

Pujols ganó el Fielding Bible Award por su excelente defensa en la primera base en 2007.
En junio, Pujols fue puesto en la lista de lesionados de 15 días por segunda vez en su carrera. Ganó como Jugador de la Semana de la Liga Nacional por séptima vez del 18 al 24 de agosto. Obtuvo su hit 1500 el 30 de agosto, contra los Astros de Houston. Su jonrón número 30 el 1 de septiembre, y su carrera impulsada número 100 el 11 de septiembre, lo convirtió en el primer jugador en la historia de las Grandes Ligas en comenzar su carrera con ocho temporadas de al menos 30 HR, 100 empujadas, un promedio de.300, y 99 anotadas.
En 2008, también lideró la Liga Nacional en tres categorías sabermétricas menos conocidas: VORP (98.6), runs created (160), y OPS+ (190).
El 13 de octubre, Pujols eligió someterse a una cirugía por problemas en el codo derecho "un procedimiento que incluye la descompresión y la transposición del nervio ulnar", pero no la más invasiva que es la cirugía Tommy John para aliviar el dolor persistente.
Pujols ganó varios premios en 2008, incluyendo el Players Choice Award de la Liga Nacional al Jugador Destacado del Año, y el Players Choice Award al Jugador del Año (su segundo Jugador del Año, que también ganó en 2003, se unió a Alex Rodríguez y Barry Bonds como ganadores en dos ocasiones). Pujols también fue nombrado el Jugador del Año de The Sporting News por segunda vez en su carrera. El 25 de octubre, Pujols fue nombrado el ganador del Premio Roberto Clemente 2008 para el jugador que mejor ejemplifica el juego de béisbol, la deportividad, participación de la comunidad, y la contribución del individuo a su equipo.
Pujols ganó el Fielding Bible Award por su excelente defensa en la primera base por tercer año consecutivo. Por tercera vez en cuatro años, Pujols fue nombrado Jugador Más Valioso de la Liga Nacional en los premios anuales de Internet, una encuesta realizada por Baseball Prospectus. Pujols también ganó su cuarto premio Bate de Plata, después de haber ganado uno en 3B en 2001, en los jardines en 2003, y en 1B en 2004.
Después de la temporada, Pujols ganó su segundo premio MVP de la Liga Nacional. Al premio MVP le siguió su racha de finalizar entre los nueve mejores en la votación Baseball Writers Association of America cada año de los primeros 8 años de su carrera. Terminó el año ganando TYIB de "Bateador del Año".

#### 2009

Pujols participando en el Home Run Derby 2009

Pujols declinó jugar en el Clásico Mundial de Béisbol por su país natal, República Dominicana, debido a problemas de inseguridades relacionadas con su cirugía en el codo derecho durante la temporada baja en octubre de 2008.
En mayo conectó un memorable jonrón que pegó en el letrero de "Big Mac Land" en el jardín izquierdo, rompiendo la "I" de "Big" en el letrero.
Pujols fue el que más votos obtuvo para el Juego de Estrellas 2009, recibiendo el mayor número de votos en la historia de la Liga Nacional hasta el momento. Para el Juego de Estrellas, el cual tuvo lugar en el estadio Busch Stadium en San Luis, Pujols participó en el Derby de Jonrones y atrapó el primer lanzamiento del presidente Barack Obama antes del ceremonial del Juego de Estrellas.
La temporada 2009 marcó el noveno año consecutivo desde el inicio de su carrera en llegar a 100 o más carreras impulsadas y 30 o más dobles, y la quinta vez que llega a los 40 o más jonrones y ganó su primer título de jonrones. En 2009, Pujols también jugó su partido número 1000 en la primera base y también conectó su doble número 40 de la temporada, convirtiéndose en el segundo jugador en la historia de las Grandes Ligas en conectar 40 dobles y 40 jonrones en tres temporadas diferentes (2003, 2004, 2009), uniéndose a Lou Gehrig y fue líder de la liga en varias categorías ofensivas.
Más tarde ese mismo año fue galardonado con el "Jugador de la Década de la MLB" de The Sporting News.
Después de la temporada, Pujols ganó el "Jugador del Año de la MLB" de The Sporting News por segundo año consecutivo, y su tercero en general (2003). Es el tercer jugador en la historia del premio en ganarlo en temporadas consecutivas. El jardinero de los Medias Rojas de Boston Ted Williams ganó el premio en 1941-1942, y el segunda base de los Rojos de Cincinnati Joe Morgan lo hizo en 1975-76.
Pujols también fue nombrado el Jugador Más Valioso Liga Nacional por tercera vez, empatando con Stan Musial como líder de los Cardenales de San Luis en esta categoría.
En diciembre, la revista Sports Illustrated lo eligió como Jugador de la Década y también como uno de los 20 mejores atletas masculinos de la Década.
También tuvo una cirugía para extirparle cinco espolones óseos del codo derecho.

#### 2010

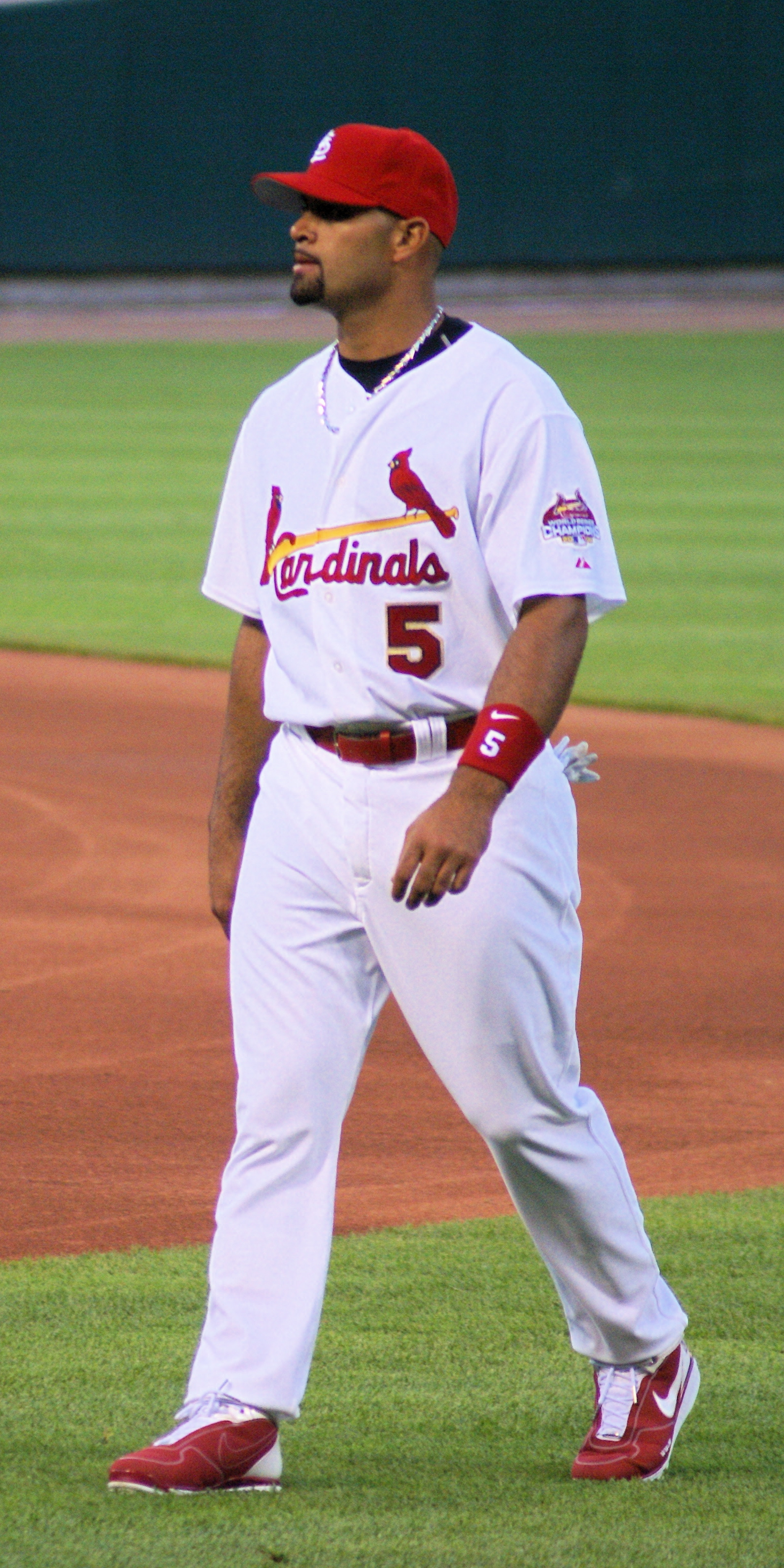
Pujols es considerado como uno de los bateadores más temidos de las Grandes Ligas.

Pujols jonroneó dos veces en el Opening Day (5 de abril) y más tarde superó el antiguo récord de Eddie Mathews (370 en 1952-1961) de más jonrones en sus primeros 10 años.
Se convirtió en el jugador 161 en dar 400 dobles en su carrera el 20 de mayo de 2010. El 30 de mayo, llegó a su 36 partido multijonrón de su carrera en el Wrigley Field al conectar tres jonrones. Más tarde, en junio tuvo su 37 partido multijonrón de su carrera en el Busch Stadium empatando un récord de la franquicia con Stan Musial para un jugador de Cardenales.
El 15 de agosto, Pujols conectó su jonrón número 30 de la temporada extendiendo su propio récord de Grandes Ligas de 30 o más jonrones en temporadas consecutivas (10). El 26 de agosto, se convirtió en el jugador 47 en conectar el jonrón 400 de su carrera, y el primero en la historia de las Grandes Ligas de hacerlo en sus primeras 10 temporadas. Fue en contra de los Nacionales de Washington en la cuarta entrada en su estadio contra el lanzador Jordan Zimmermann. En el mismo juego más tarde, conectó su doble número 30 (el 417 de carrera) de la temporada, extendiendo sus años consecutivos de más de 30 dobles en una temporada a sus 10 años jugando. Pujols es el tercer jugador más joven en la historia de las Grandes Ligas en alcanzar el hito, a los 30 años, siete meses y 10 días (30,222 días). Solamente Ken Griffey Jr. (30,140 días) y Alex Rodríguez (29,316 días) llegaron a 400 a una edad más temprana. Solo cuatro jugadores en la historia del béisbol llegaron a su jonrón número 400 en menos turnos al bate que Pujols que lo hizo a los 5617 turnos: Mark McGwire (4726), Babe Ruth (4853), Harmon Killebrew (5300), y Jim Thome (5416).
Ganó el Jugador del Mes de la Liga Nacional en agosto por sexta vez, más que cualquier otro jugador activo en la Liga Nacional, bateando.379 (segundo) con 11 jonrones (primero), 23 carreras impulsadas (quinto),.777 de slugging (primero), y.453 en porcentaje de embasarse (segundo).
El 11 de septiembre, Pujols llegó a 100 carreras impulsadas por 10.º año consecutivo y remolcó las tres carreras en el juego, dándole 102 para la temporada. Solo Al Simmons tiene una racha más larga en el comienzo de una carrera de 11 años (1924-1934). Pujols se une a Jimmie Foxx, Lou Gehrig, y Alex Rodríguez en tener 10 temporadas consecutivas de más de 100 carreras impulsadas en cualquier momento de su carrera. Solo dos jugadores, además de Pujols tienen 10 años consecutivos de 30 jonrones y 100 remolcadas en cualquier momento de sus carreras: Foxx y Rodríguez.
El 12 de septiembre, superó a Stan Musial para ser el líder de los Cardenales de todos los tiempos "en varios en un juego cuando bateó dos jonrones (38 y 39). Fue la quinta vez ese año que había conectado dos jonrones en un juego.
El 23 de septiembre, llegó a 40 jonrones por sexta vez en su carrera en Pittsburgh, bateando dos en el PNC Park para darle el liderato de la Liga Nacional con 41 jonrones en la temporada, 112 carreras impulsadas, y ampliando su propio récord de 26 cuadrangulares, siendo también el mayor número de jonrones en un estadio de otro equipo. Solo otros seis jugadores tienen más de seis temporadas de 40 HR. También añadió a su récord de la franquicia de los Cardenales de 39 partidos multijonrón. Al final de la temporada, Pujols se convirtió en el segundo jugador en los últimos sesenta años (el primero fue Hank Aaron), en liderar la Liga Nacional en carreras anotadas, jonrones y carreras impulsadas, y no ser seleccionado el Jugador Más Valioso.
Ganó su segundo premio Guante de Oro, su primero desde 2006. Ganó el Bate de Plata para un Primera Base y terminó segundo en la votación para MVP de la Liga Nacional detrás de Joey Votto.

#### 2011
Pujols y los Cardenales fijaron un plazo para el inicio de los entrenamientos de primavera para negociaciones sobre la extensión de su contrato. Las negociaciones se suspendieron sin llegar a un acuerdo.
El 15 de abril, llegó a su 40 partido multijonrón en Los Ángeles.
Sin duda que tuvo el peor mes de toda su carrera en marzo/abril, bateando solo .245 con un OBP de.305 y un SLG de .453. Pegó siete jonrones y tuvo 18 remolcadas, pero también lideró la liga en jugadas de doble matanza con 9.
El 4 de junio, llegó a su 41 partido multijonrón, y sus jonrones 49 y 50 contra los Cachorros, los conectó en el inning 12 (5-4), y su cuarta carrera impulsada del juego.
Del 4 al 5 de junio, conectó jonrones walk-off consecutivos en extra-innings, convirtiéndose en el tercer jugador en hacerlo desde 1950. También fue su sexto y séptimo jonrón walk-off en extra inning [9 y 10 en total] en su carrera, ocupa el puesto número 2 detrás de Frank Robinson y Jim Thome, que tienen ocho, desde 1950, empatando con Mickey Mantle.
El 5 de junio, bateó su jonrón 13 de 2011, cuarto en los últimos tres partidos, para ganar el juego contra los Cachorros en el Busch Stadium en la 10.ª entrada, dando a los Cardenales una barrida de tres juegos. Después del partido, el mánager Tony La Russa mostró una foto suya autografiada con Pujols después de terminada la postemporada 2001 (la primera temporada de Pujols en las Grandes Ligas), su inscripción decía "Para Albert, el mejor jugador que he dirigido."
En la semana del 30 de mayo al 5 de junio fue nombrado Jugador de la Semana de la Liga Nacional por primera vez desde junio del año 2009, bateando .444, con cinco jonrones, 10 empujadas, y un OPS de 1.620. Sus 12 imparables y cinco bases por bolas lideraron la Liga Nacional, mientras que su porcentaje de slugging de 1.074, 29 bases totales, y 11 anotadas lideraron las mayores.
El 19 de junio, contra los Reales, tanto Wilson Betemit como Pete Kozma chocaron con Pujols, causándole una pequeña fractura en el antebrazo de la muñeca izquierda. Esto envió a Pujols a la lista de lesionados por varias semanas.
Una revaluación de seguimiento a partir de una tomografía computarizada el 1 de julio, mostró una recuperación más rápida de lo pensado inicialmente. Se espera un posible retorno a la alineación de los Cardenales el 15 de julio inmediatamente después de la pausa por el Juego de Estrellas. No será necesaria la rehabilitación en las ligas menores.
Viendo su asombrosa capacidad para recuperarse rápidamente, Pujols fue activado el 5 de julio, después de cumplir el período mínimo de 15 días en la lista de lesionados. No está en la alineación titular, pero está disponible como bateador emergente. El relevista zurdo Brian Tallet fue colocado en la lista de lesionado para dar cabida a Pujols.
El 30 de julio en el Busch Stadium en el octavo inning contra los Cachorros de Chicago, Pujols conectó el hit 2000 de su carrera, un doble por la línea del jardín izquierdo, su segundo doble del partido y además impulsó una carrera. Esto sucedió en su partido número 1650, convirtiéndose en el quinto jugador de los Cardenales en pegar 2000 hits, uniéndose a Stan Musial (3630), Lou Brock (2713), Rogers Hornsby (2110), y Enos Slaughter (2064). Pujols es el jugador número 12 en llegar más rápido a 2000 hits en relación con cantidad de juegos. Musial lo hizo a los 1507 juegos.
El 14 de agosto, frente a los Rockies de Colorado, Pujols bateó el jonrón más largo en el Busch Stadium, que se estima alcanzó alrededor de los 465 pies de altura.
Pujols no pudo extender su récord a 11 temporadas consecutivas desde el inicio de su carrera bateando.300 con 30 o + jonrones y 100 remolcadas, cuando bateó 37 jonrones, pero bateó para.299 y 99 remolcadas en 147 partidos jugados en perdiéndose 13 partidos debido a lesiones. A pesar de un relativamente bajo promedio de bateo, carreras impulsadas y total de jonrones, Pujols está empatado con tres jugadores en las Grandes Ligas en estas categorías: José Bautista, Prince Fielder y Matt Kemp. Pujols ganó su quinto Fielding Biblia Award como el mejor primera base defensivo en las Grandes Ligas.

Pujols durante la celebración de la victoria de San Luis en la Serie Mundial 2011

El 22 de octubre, en el Juego 3 de la Serie Mundial, Pujols se unió a Babe Ruth (1926, 1928) y Reggie Jackson (1977) como los únicos jugadores en la historia del béisbol en batear tres jonrones en un juego de Serie Mundial. Pujols se fue de 6-5 con dos sencillos, cuatro carreras anotadas, y seis carreras impulsadas. Pujols se convirtió en el primer jugador en la historia de la Serie Mundial en conseguir batear de hit en cuatro innings consecutivos: en el cuarto (un sencillo), en el quinto (un sencillo), en el sexto (un jonrón y tres remolcadas) y en el séptimo (jonrón y dos empujadas). Empató el récord de mayor cantidad de jonrones (tres), la mayor cantidad de hits (cinco), y la mayor cantidad de carreras impulsadas (seis) en un juego de Serie Mundial, y estableció un nuevo récord con 14 bases totales. El Juego 3 fue su partido 70 en postemporada. En esos 70 juegos, tiene 254 turnos al bate con 87 hits y está bateando .343 con .444 en porcentaje de embasarse y .630 en porcentaje de slugging, con 18 jonrones y 52 impulsadas.
Pujols se convirtió en agente libre (junto con otros 165) por primera vez en su carrera a las 12:01 a. m. el 3 de noviembre de 2011, quedando así en condiciones de firmar con cualquier equipo por primera vez desde que fuera reclutado por los Cardenales en el 1999.

#### 2012 con Anaheim Angels como agente libre
El 10 de diciembre de 2011, Pujols llegó a un acuerdo de diez años con los Angelinos de Anaheim por valor de unos $254 millones de dólares. Fue en su momento el tercer contrato de $200 millones en la historia de las Grandes Ligas, los otros dos son de Alex Rodríguez.
El 6 de mayo de 2021 fue dejado en libertad por los Angelinos de Anaheim, la información fue ofrecida por el mismo equipo.

#### Firma con Los Angeles Dodgers
El 15 de mayo de 2021 firmó con Los Angeles Dodgers por el resto de la temporada 2021.

#### Pítcher con San Luis
El 15 de mayo de 2022, Pujols fue llevado como relevista en la novena entrada contra San Francisco con un marcador de 15 a 2 a favor de San Luis. A Pujols le conectaron dos jonrones (Luis González y Joey Bart) y completó la entrada con lanzamientos de entre 45 y 65 mph.

## Vida personal
Pujols se casó con Deidre, el 1 de enero del 2000 hasta el 2022. Tienen cuatro hijos, Isabella (hija de Deidre, de una relación anterior), Albert Jr., Sofía, y Esdras. Albert y su exesposa son activos en la causa de las personas con síndrome de Down, ya que Isabella nació con esta condición. Pujols posee parte de la propiedad en el restaurante Patrick en Maryland Heights, Misuri. El remodelado restaurante se volvió a abrir como Pujols 5 en 2006.
En 2023 contrajo matrimonio con Nicole Fernández, hija del expresidente dominicano Leonel Fernández y hermana del congresista dominicano Omar Fernández.
Con 10 metros de altura, 1,100 libras fue inaugurada una estatua de Pujols el 2 de noviembre, en Westport Plaza fuera de su restaurante Pujols 5. Un donante anónimo le encargó al escultor Harry Weber crear la estatua, que ahora pertenece a la Fundación Familia Pujols con sede en la Plaza.
En 2012 el restaurante cambió de nombre a Sport Hall of Fame, siendo solo la estatua lo que identifica que fue Pujols 5.
Pujols tiene una estrecha amistad con el tercera base dominicano Plácido Polanco, un excompañero de los Cardenales de San Luis. Pujols es el padrino del hijo de catorce años de Polanco, Ismael. Polanco y Pujols jugaron en equipos opuestos en la Serie Mundial de 2006.
Pujols se convirtió en ciudadano estadounidense en 2007, marcando un perfecto 100 en su examen de ciudadanía. Más tarde ese mismo año, la compañía Upper Deck Authenticated anunció que había firmado a Pujols con un exclusivo acuerdo de memorabilias autografiadas.
En 2008, Pujols acordó ayudar a llevar una franquicia de la MLS a San Luis, mediante el uso de su reputación y una gran inversión financiera.
Pujols y su esposa son cristianos; uno de los escritos en el sitio web de la fundación familiar dice "In the Pujols family, God is first. Everything else is a distant second" ("En la familia Pujols, Dios es lo primero. Todo lo demás es un distante segundo lugar."). Pujols además escribe: My life's goal is to bring glory to Jesus. My life is not mostly dedicated to the Lord, it is 100% committed to Jesus Christ and His will. God has given me the ability to succeed in the game of baseball. But baseball is not the end; baseball is the means by which my wife, Dee Dee, and I glorify God. Baseball is simply my platform to elevate Jesus Christ, my Lord and Savior." ("La meta de mi vida es traer gloria a Jesús. Mi vida no está en su mayoría dedicada al Señor, está 100% comprometida con Jesucristo y Su voluntad. Dios me ha dado la capacidad de tener éxito en el juego de béisbol. Pero el béisbol no es el fin, el béisbol es el medio por el cual mi esposa, Dee Dee, y yo glorificamos a Dios. El béisbol es simplemente mi plataforma para alabar a Jesús Cristo, mi Señor y Salvador."). Pujols asiste a una Iglesia Bautista.

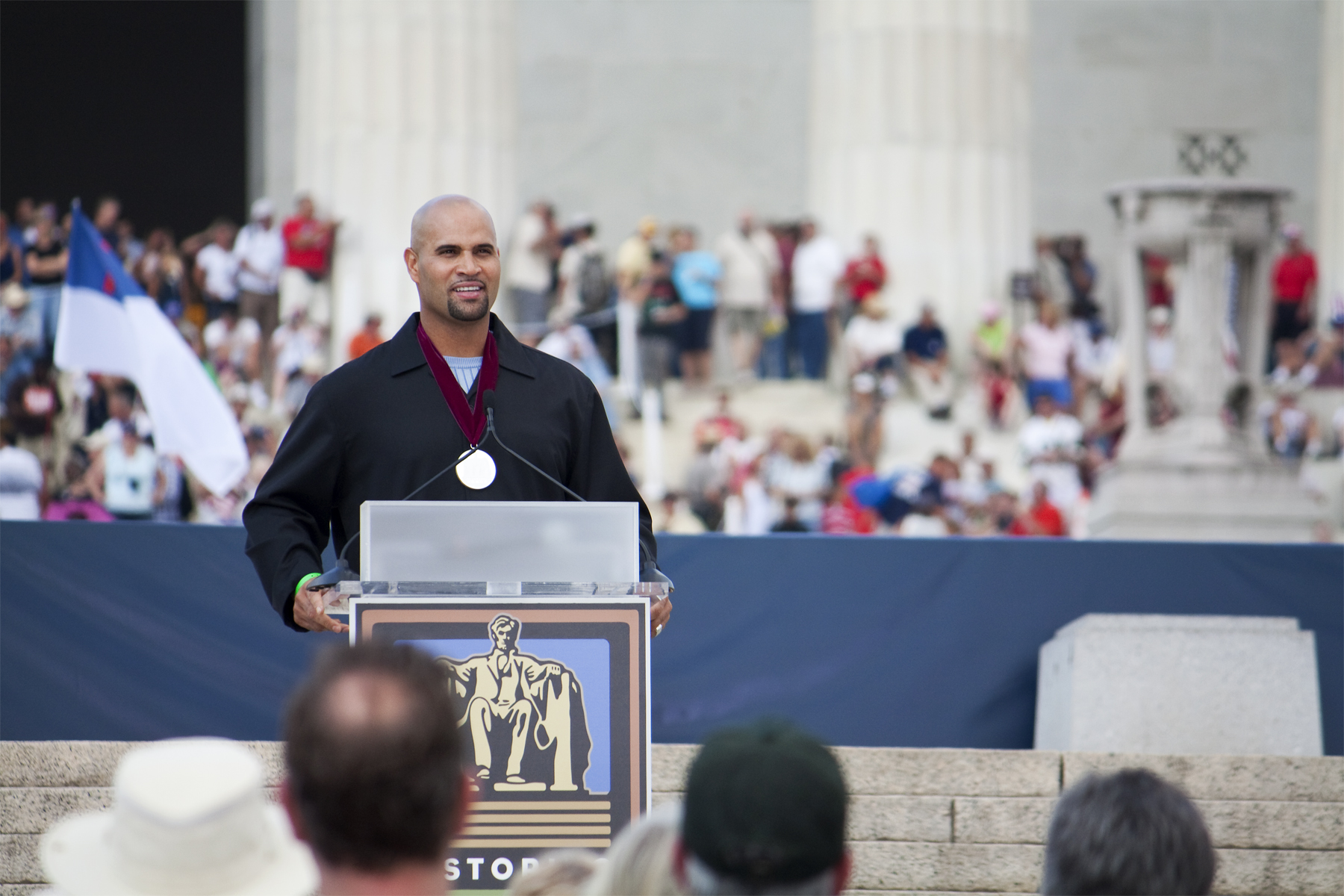
Pujols en la manifestación de Restauración de Honor de Glenn Beck en Washington D. C.

Pujols y el mánager de los Cardenales, Tony LaRussa asistieron a la manifestación de Restauración de Honor de Glenn Beck en Washington D. C., después de que Beck le habría asegurado que la manifestación no era política. Durante la manifestación, Pujols recibió un "distintivo de mérito" por la "Esperanza".

### Fundación Familia Pujols
En 2005, Albert Pujols y Deidre pusieron en marcha la Fundación Familia Pujols, una organización 501c3 sin fines de lucro que se dedica a su "compromiso con la fe, la familia y otros." La organización promueve el conocimiento del síndrome de Down y trabaja para apoyar a aquellos que lo tienen y a sus familias, ayuda a los pobres en la República Dominicana, y apoya a las personas con discapacidad y/o enfermedades que amenazan su vida. Entre otras actividades, la fundación organiza eventos para las personas con síndrome de Down. la fundación dio a la Down Syndrome Association of Greater St. Louis los recursos para abrir oficinas y contratar personal. Un centro para adultos con síndrome de Down lleva el nombre de Pujols ("Albert Pujols Wellness Center for Adults with Down Syndrome") abrió sus puertas en 2009 en Chesterfield, Misuri. Pujols estuvo presente en la inauguración el 18 de noviembre.
Pujols ha realizado varios viajes a la República Dominicana, llevando suministros, así como un equipo de médicos y dentistas a los pobres que necesitan atención médica. La Fundación Familia Pujols también lleva a cabo un torneo anual de golf para recaudar dinero y enviar a los dentistas a la República Dominicana.

## Logros
Al final de la temporada 2009, Pujols estuvo entre los primeros 15 jugadores en la historia de las Grandes Ligas en cuatro categorías estadísticas: en porcentaje de embasarse (XII), porcentaje de slugging (cuarto), en on-base plus slugging (OPS; cuarto), y OPS+ (empatado en el sexto). También se encuentra entre los 500 mejores jugadores en la historia de las Grandes Ligas en varias categorías estadísticas, y es un tres veces JMV.
De 2001 a 2005, Pujols conectó 201 jonrones, el segundo de todos los tiempos para un jugador en sus primeras cinco temporadas. Para el año 2009, había llegado a la meseta de 350 jonrones, a la edad de 29 años-el tercero más joven en hacerlo-y superó el récord de Ralph Kiner para la mayoría de jonrones en sus primeras nueve temporadas. De este modo, Pujols se convirtió en el primer jugador en conectar 30 o más jonrones en los primeros nueve temporadas de su carrera (lo amplió a 10 en 2010), así como el segundo jugador que tiene 100 o más carreras impulsadas en el mismo lapso de tiempo.
Pujols tiene el récord dentro de la franquicia de los Cardenales de más Grand Slams;. Rompió el récord de nueve anteriormente en manos de Stan Musial. Musial y Pujols son también dos de los cuatro únicos jugadores en la historia en tener un promedio de bateo por encima de.330 y menos de 500 ponches en el momento de su jonrones 300 (los otros dos son contemporáneos a Musial, Ted Williams y Joe DiMaggio).
En sus primeros 5,000 turnos al bate, Pujols conectó 372 dobles, 358 jonrones, y 14 triples para un total de 744 extrabases, el mayor número en la historia de Liga Nacional, y es el segundo jugador en las Grandes Ligas en registrar nueve temporadas consecutivas con 30 dobles, un promedio de.300, 30 jonrones, y 100 o más carreras impulsadas o más detrás de (Lou Gehrig). Ha anotado 100 carreras o más en nueve de sus diez temporadas. (Anotó 99 carreras en la única temporada que no anotó 100). Actualmente cuenta con ocho walk-off home runs. Sus 1,275 carreras impulsadas ocupa el segundo lugar de todos los tiempos entre los jugadores de los Cardinales, solo detrás de Stan Musial (1,951).
En el campo de juego, Pujols ha establecido récord en la franquicia de los Cardenales en mayor asistencias por un primera base en un solo juego (siete). En 2009, también estableció el récord de la Liga Nacional en asistencias por un primera base en una temporada (182), y en el último partido de la temporada 2009, rompió la marca de Bill Buckner de 184 con sus 185 asistencias.
Pujols dijo que él no juega solo para los números. "No juego para los números. Puedo jugar en primer lugar para glorificar a Dios y llevar a cabo en este juego de lo que todos quieren lograr, que es llegar a la Serie Mundial y venir con una victoria en la final. Esas son las cosas que realmente trato de enfocar y tratar de asegurarme de que lo hago todos los días para el resto de mi carrera.
En mayo de 2018, Albert batea su hit número 3000 con lo cual tiene casi asegurado su ingreso al salón de la fama de Baseball de las grandes ligas.

### Premios y honores
| Premio / Honor                                               | Veces | Fechas                                                                                   |
| ------------------------------------------------------------ | ----- | ---------------------------------------------------------------------------------------- |
| Liga Nacional-liga americana All-Star                        | 10    | 2001 NL, 2003 NL, 2004 NL, 2005 NL, 2006 NL, 2007 NL, 2008 NL, 2009 NL, 2010 NL, 2015 AL |
| Liga Nacional Jugador del Mes                                | 6     | mayo de 2003, junio de 2003, abril de 2006, abril de 2009, junio de 2009, agosto de 2010 |
| Liga Nacional Bate de Plata                                  | 6     | 2001 (3B), 2003 (OF), 2004 (1B), 2008 (1B), 2009 (1B), 2010 (1B)                         |
| Fielding Bible Award                                         | 4     | 2006 (1B), 2007 (1B), 2008 (1B), 2009 (1B)                                               |
| Jugador del Año de The Sporting News                         | 3     | 2003, 2008, 2009                                                                         |
| Premio al Jugador del Año de la MLB (Players Choice Award)   | 3     | 2003, 2008, 2009                                                                         |
| Jugador Destacado de la Liga Nacional (Players Choice Award) | 3     | 2003, 2008, 2009                                                                         |
| Premios ESPY Mejor Jugador de MLB                            | 4     | 2005, 2006, 2009, 2010                                                                   |
| Jugador Más Valioso de la Liga Nacional                      | 3     | 2005, 2008, 2009                                                                         |
| Campeón de Jonrones de la Liga Nacional                      | 2     | 2009, 2010                                                                               |
| Jugador del Año de Baseball Diges                            | 2     | 2005, 2008                                                                               |
| Guante de Oro de la Liga Nacional                            | 2     | 2006, 2010 (1B)                                                                          |
| Ganador del Hank Aaron Award                                 | 2     | 2003, 2009                                                                               |
| Campeón de Serie Mundial                                     | 2     | 2006, 2011                                                                               |
| Jugador de la Década TSN                                     | 1     | 2009                                                                                     |
| Jugador de la Década de Sports Illustrated                   | 1     | 2009                                                                                     |
| Novato del Año                                               | 1     | 2001                                                                                     |
| Bateador del Año (This Year in Baseball Awards)              | 2     | 2003, 2008                                                                               |
| Campeón de bateo de la Liga Nacional                         | 1     | 2003                                                                                     |
| Campeón en carreras impulsadas de la Liga Nacional           | 1     | 2010                                                                                     |
| MVP de la Serie de Campeonato de la Liga Nacional            | 1     | 2004                                                                                     |
| Clutch Performer of the Month                                | 1     | April 2010                                                                               |
| Premio Roberto Clemente                                      | 1     | 2008                                                                                     |
| Marvin Miller Man of the Year Award (Players Choice Award)   | 1     | 2006                                                                                     |
| Jugador de la Semana de la Liga Nacional                     | 11    | 2001-2007 (6), 2008 (2), 2009 (2), 2011                                                  |